# Kasannoin Michisada
Kasannoin Michisada (花山院 通定, [かざんいん みちさだ] Erro: {{japonês}}: texto da transliteração contém caractere não latino (pos 1) (ajuda), ????-1400, também pronunciado Kazanin Michisada), foi um nobre do final do período Nanboku-chō e inicio do período Muromachi da história do Japão. Pertencia ao ramo Kasannoin do Clã Fujiwara e se tornou líder do ramo entre 1378 e 1400.

## Biografia
Filho do dainagon Kanesada Michisada entrou para a corte imperial em 1346, durante o reinado do Imperador da Corte do Norte Komyo como jugoi (funcionário da corte de quinto escalão júnior). Em 1349 já no reinado do Imperador Suko foi promovido ao posto de shōgoi (funcionário de quinto escalão pleno) e no ano seguinte  nomeado ao cargo de Jijū (camareiro).
Em 1368 já no reinado do Imperador Go-Kogon foi promovido a jushii (quarto escalão júnior) e no ano seguinte nomeado ao cargo de sakonoe no chūjō (Sub-comandante da ala esquerda da guarda do palácio). Em 1370 foi promovido ao posto de jusanmi (terceiro escalão júnior) e nomeado vice-governador da província de Iyo. Em 1376  já no reinado do Imperador Go-Kogon foi promovido a junii (segundo escalão júnior) e nomeado chūnagon e em 1381 dainagon.
Em 1383 já no reinado do imperador Go-Komatsu foi promovido a shōnii (segundo escalão sênior) e entre 1390 e 1395 foi nomeado  ukonoe no taishō (comandante-geral da ala direita da guarda do palácio), concomitantemente entre 1394 e 1395 foi nomeado naidaijin. Em 1395 foi promovido a shōichii (primeiro escalão sênior) e nomeado udaijin.
Michisada veio a falecer em 8 de maio de 1400 e deixou como filho e herdeiro Tadasada.